# Quintino Gatilheiro
Quintino da Silva Lira ou Armando Alves Lira, mais conhecido como Quintino Gatilheiro (Bragança - Paragominas, 4 de janeiro de 1985) foi um agricultor e ativista que enfrentou o governo estadual paraense contra a invasão de terras na região do Guamá, Pará.

## Biografia
Quintino nasceu no Pará, em localização incerta, provavelmente no município de Bragança, filho de Domingos da Silva Lira e Raimunda da Silva Lira. No município de Ourém, onde Quintino vivia, o fazendeiro Cláudio Paraná expulsou 32 posseiros da fazenda Cambará, incluindo Quintino, que inconformado com a injustiça assassinou Cláudio Paraná e posteriormente mais dois pistoleiros, Luizão e Changatô, contratados pela viuva do fazendeiro para vingar a morte do marido, nascendo então o mito em torno de Quintino.
Sobre a fama que viria a desenvolver anos depois, disse Quintino numa entrevista de 21 de novembro de 1984:
| “ | Eu me considero mais que o Lampião porque não sei se ele matou mais do que eu. Mas eu já matei quase 100. Mas eu me considero mais apoiado que o Lampião. Tenho mais tropa que o Lampião. Tô com poucos homens aqui porque (o sucesso nas ações) não depende de eu estar com um rolo de homem aqui. Sou mais apoiado, sou mais aplaudido (legitimado). Sou mais querido. Digo que sou melhor do que Lampião porque o Lampião chegava numa região, numa área, ele humilhava, ele tirava roupa de mulher, ele agressava (agredia), pintava os canecos, matava, jogava menino pra cima e aparava na ponta. E eu nada disso já fiz nem desejo fazer. Aonde eu chego, os meninos correm pro meu lado. E onde eu chego numa vila que eu nunca andei, os meninos me metem num circulo e não sabem onde me botar. Portanto, eu digo que sou melhor do que Lampião, porque todo mundo gosta de eu. É mulheres, é menina, é homem. Você sabe como é, a caravana onde eu chego não é deste mundo (é enorme). Se eu chego numa cidade, a fila de meninos é inconferente (numerosa) pra me acompanhar. | ” |

## Conflito da CIDAPAR
No final da década de 1970 a Companhia de Desenvolvimento Agropecuário, Industria e Mineral do Pará (CIDAPAR) iniciou um processo de invasão de terras particulares, apoiada pelo governo estadual, realizando um projeto do governo federal de ocupação de terras da região Norte do país e de produção da borracha, explorar madeira, criar bois e extrair ouro. Dentro de uma área de 380 mil hectares, famílias foram expulsas de suas terras, totalizando um número aproximado de 10 mil pessoas afetadas pela invasão.
Uma força miliciana  composta por 102 homens foi contratada pela CIDAPAR, comandada pelo capitão James Vita Lopes, e fazia a segurança das invasões, até que numa certa ocasião, assassinaram o agricultor Sebastião Mearim, motivando a união de agricultores da região para se defenderem dos milicianos. É nesse momento que Quintino Gatilheiro se destaca como líder da guerrilha contra as forças do Estado. Ele passa a liderar os agricultores que pegam em armas, matando vários pistoleiros e dois gerentes da CIDAPAR. Suas ações o fizeram ficar conhecido como o Robin Wood da Amazônia, considerado um pistoleiro do bem pelas comunidades que ele defendia. O conflito também fez diversas vítimas do lado do grupo de Quintino, incluindo sua segunda esposa, Maria Antonia da Silva, que foi assassinada.

## Morte
Quintino Gatilheiro foi assassinado com dois tiros de fuzil por uma tropa de policiais militares fortemente armados sob o comando do capitão Cordovil, após cercarem a casa onde ele estava, na localidade de Vila Nova, região do Piriá, nordeste do Pará, em 4 de janeiro de 1985. Quintino estava na casa de Raimundo Dentista, e fora convidado para uma festa no local. Há dúvidas sobre a participação de Raimundo Dentista na morte do ativista, pois existe a possibilidade ele ter denunciado às autoridades onde Quintino estaria. A ordem para encerrar as ações dos guerrilheiros partiu do governador do Pará, Jader Barbalho. Seu corpo foi levado pelos policiais para Capitão Poço, onde foi exposto ao público. Foi enterrado em Capanema, a 147 km de Belém, mas após os agricultores vencerem a luta contra a CIDAPAR, foram ao cemitério onde Quintino estava enterrado e levaram seu corpo por uma peregrinação em várias cidades do interior paraense, nos locais onde ele havia atuado a favor da população carente que teve suas terras ameaçadas.